# Ein Mädchen, ein Muli und Omas Whisky
Ein Mädchen, ein Muli und Omas Whisky, auch Ein Mädchen namens Sooner (Originaltitel: A Girl Named Sooner), ist ein US-amerikanisches Fernsehdrama aus dem Jahr 1975, das unter der Regie von Delbert Mann gedreht wurde und auf dem Roman von Suzanne Clauser basiert. Clauser schrieb auch das Drehbuch.

## Handlung
Die Geschichte spielt in Vevay (Indiana) in den 1930er Jahren und dreht sich um die Titelfigur, Sooner. Sooner ist ein Mädchen, dessen Eltern unbekannt sind. Es wird von einer älteren Hinterwäldlerin, Old Mam Hawes, aufgezogen, die ihr Geld mit der Herstellung von schwarz gebranntem Schnaps verdient. Hawes bringt Sooner in die Stadt und versucht, finanzielle Unterstützung für das Aufziehen des Mädchens zu bekommen. Das aber führt nur dazu, dass der Sheriff Hawes’ Eignung als Vormund in Zweifel zieht.
Sooner wird von einem kinderlosen Paar, Mac und Elizabeth McHenry, aufgenommen, in der Hoffnung, dass ein Kind im Haus Elizabeth aus ihrer Depression verhilft. Elizabeth beginnt, eine Beziehung zu Sooner aufzubauen. Nach einem holprigen Start lebt Sooner sich dort ein und freut sich, die örtliche Schule zu besuchen.
Eines Tages bringt Sooner ein paar Kinder von der Schule mit nach Hause und zeigt ihnen ihr Haustier, einen Vogel, den sie bei sich hatte, als sie von den McHenrys aufgenommen wurde. Die Kinder fragen, warum der Vogel nicht fliege, und Sooner antwortet, weil er nicht möchte. Die Kinder und Sooner stampfen auf den Boden und werfen Gegenstände nach dem Vogel, um ihn zum Fliegen zu bringen, jedoch führt das zum Tod des Vogels. Elizabeth sieht nach, woher die Aufregung kommt, und ist vom Tod des Vogels entsetzt. Sie schickt die Kinder nach Hause und Sooner, die anfangs keine Emotionen über den Vorfall zeigt, auf ihr Zimmer.
Als Elizabeth am nächsten Morgen aufwacht, ist Sooner weg. Sooner ist in der Nacht zurück zur alten Mam Hawes gelaufen und hat den toten Vogel mitgenommen. Sie begräbt ihn nahe der Stelle, an der sie ihn gefunden hat, und fühlt schließlich Reue. Elizabeth fährt zu Mam Hawes’ Hütte. Sooner ist nirgends zu sehen und Hawes schilt Elizabeth aus, dass sie im Vergleich zu Elizabeth ein besserer Vormund für Sooner sei und dass Sooner jetzt dort sei, wo sie sein sollte.
Einige Zeit vergeht. Dass Sooner fort ist, belastet die Beziehung der McHenrys. Sooner lebt wieder bei Old Mam Hawes, die überlegt, nach Florida zu ziehen, wo es „das ganze Jahr warm ist“.
Als das jährliche Volksfest vor der Türe steht, kommt Jim Seevey vorbei, dem Old Mam Hawes sonst ihren Whiskey verkauft. Er berichtet, dass dieses Jahr zusätzliche Inspektoren zum Jahrmarkt kommen werden, sodass er ihren Schwarzgebrannten dort nicht verkaufen kann. Zornig schickt Hawes ihn weg und trägt Sooner auf, ihr altes Pferd William einzuspannen, weil sie den Whiskey selbst zum Jahrmarkt bringen und dort verkaufen würden. Sooner wendet ein, dass der alte William die Last nicht bewältigen könne, aber Hawes besteht darauf.
Sooner ist noch nie zuvor auf dem Volksfest gewesen. Dort angekommen, gibt ihr Hawes Geld – was sie noch nie zuvor getan hat – und ermahnt sie, nicht verloren zu gehen. Als Sooner Zuckerwatte kauft, sieht Elizabeth sie und kauft ihr noch mehr zu essen. Dann fahren sie gemeinsam Riesenrad, wovon Sooner übel wird. Schließlich kehren sie zurück zum Pferdekarren, wo Hawes versucht, William durch Schläge anzutreiben. Doch die Anstrengung ist zu viel für das alte Pferd und es stirbt. Als Mac sich um das Tier kümmert und erklärt, dass es tot ist, gesteht Sooner, dass es gestorben ist, so wie damals der Vogel.
Der Sheriff kommt und droht, Old Mam Hawes fortzuschicken. Diese erwidert, dass sie ohnehin genug hat und nach Florida gehen wird. Der Sheriff kontert, dass er sogar dafür zahlen würde, wenn er das wirklich zu sehen bekäme. Hawes trägt Sooner zornig auf, bei den McHenrys zu bleiben, und wendet sich zum Gehen. Nach einigen Schritten dreht sie sich aber doch noch einmal nach Sooner um. Wieder vereint gehen Mac, Elizabeth und Sooner nachhause.

## Produktion
Die Kinderschauspielerin, die Sooner spielen sollte, wurde mithilfe eines Talentwettbewerbs in den Bundesstaaten Indiana, Kentucky und Ohio gesucht, an dem 300 Mädchen teilnahmen. 50 Mädchen kamen in die Endauswahl zum Vorsprechen, das in Cincinnati, Ohio, stattfand. Schließlich wurde die achtjährige Susan Deer aus Indianapolis, Indiana, ausgewählt, die bis dahin nur einen Rauchfangkehrer ohne Text gespielt hatte. Sooner blieb ihre einzige Filmrolle.
Für Michael Gross war Jim Seevey (der Mann, der Old Mam Hawes’ Whiskey kauft) die erste Rolle in einem Fernsehfilm. Berühmt wurde er 1982 als Steven Keaton in der Fernsehserie Familienbande (Family Ties).
Die Dreharbeiten fanden ab der Woche des 22. Juli 1974 in Vevay und im umgebenden Switzerland County statt. Dabei wurden auch etwa 75 Einheimische beschäftigt. Die Volksfestszenen wurden während des alljährlichen Swiss Wine Festival gedreht. Für eine Szene, in der Sooner gebadet wird, wurde das Set in einer Kegelbahn aufgebaut, weil kein Badezimmer zu finden war, das groß genug für die Kamera war.
Zuletzt war in der Gegend 1958 Verdammt sind sie alle (Some Came Running) mit Frank Sinatra gedreht worden.
Der Film sollte ursprünglich im Januar 1975 von NBC ausgestrahlt werden, wurde aber auf 18. Juni 1975 verschoben. In der Woche der Erstausstrahlung war es die meistgesehene Primetime-Show in den USA. In Deutschland fand die Erstausstrahlung am 8. Juni 1992 auf ProSieben statt.

## Kritik
Der Filmdienst urteilte, der Film sei ein „[b]etuliches Drama“ und sei „[k]onventionelle (Fernseh-)Unterhaltung mit soliden schauspielerischen Leistungen“.